# Сант'Андреа (Форли-Чезена)
Сант'Андреа је насеље у Италији у округу Форли-Чезена, региону Емилија-Ромања.
Према процени из 2011. у насељу је живело 293 становника. Насеље се налази на надморској висини од 23 м.